# Бон у Бутані
До введення буддизму релігія бон була переважною в Бутані. Деякі вчені стверджують, що вона була імпортована з Тибету та Індії, можливо, в VIII столітті, коли Падмасамбхава представив своє вчення з буддизму, тантризму і містицизму в Тибеті і Гімалаях. У XIII столітті релігія бон була витіснена буддизмом, однак бон як і раніше продовжує практикуватися в сучасному Бутані.

Джон Скофілд, один з перших західних журналістів, що побували в Бутані, писав: 
Одного разу в неділю я спостерігав як ченці приготували ретельно продумане підношення з тіста та кольорового масла і розмістили його на даху… як частування для круків. Чернець пояснив, що «всі живі істоти є священними, але особливо круки. Вони цілими днями повторюють наші священні звуки Ah! Ah! Ah! Вбивство крука такий же великий гріх, як вбивство тисячі ченців».
Тісто відоме як торма (англ. Torma). Священний звук Ah, перша буква і звук в санскриті і тибетською мовою, є мантрою біджа (bīja), про яку написано безліч праць в індуїзмі, тантризмі, релігії бон і буддійському вченні Ваджраяна. Крук є священним у багатьох релігіях і для багатьох людей, а один з підвидів крука, Corvus corax tibetanus, є національним символом Бутану.
Бон поширений переважно в східному і центральному Бутані, нерідко елементи релігії бон можна знайти в монастирях школи Ньїнгма, бонські лами запрошуються також на фестивалі Цечу, іноді елементи Бон важко відрізнити від елементів Ньїнґма.